# Gli aquiloni non muoiono in cielo
Gli aquiloni non muoiono in cielo (Dites-lui que je l'aime) è un film francese del 1977 diretto da Claude Miller, tratto dal romanzo Quella dolce follia (1960) di Patricia Highsmith.
La pellicola ha avuto 6 candidature ai Premi César 1978.

## Critica
Per il Dizionario Mereghetti, «un film lirico e appassionato», per il Dizionario Morandini «un dramma passionale e appassionato».